# Persicaria orientalis
Persicaria orientalis là một loài thực vật có hoa trong họ Rau răm. Loài này được (L.) Spach miêu tả khoa học đầu tiên năm 1841.